# Moby (álbum)
Moby (titulado The Story Is So Far en el Reino Unido) es el álbum de estudio debut homónimo del músico estadounidense Moby, lanzado en julio de 1992 bajo la discográfica Instict Records.

## Lanzamiento
Moby fue lanzado por la compañía independiente Instinct Records originaria de Nueva York el día 27 de julio de 1992. En una entrevista con Billboard al momento del lanzamiento del disco, Moby afirmó que "todas las canciones tienen al menos un año. No refleja del todo desde donde vengo ahora" y que "la compañía tenía el derecho legal de publicarlo, la mejor que puedo hacer es verlo como una retrospectiva y seguir adelante con mi vida".
El álbum fue emitido sin la cooperación de Moby. En el libro de Martin James titulado Moby < Replay – The Life and Times publicado en 2001, Moby recordó que estaba tan enojado por el lanzamiento del álbum que habló activamente en contra de cualquier promoción de ello. Continuó diciendo:

El problema básicamente era que nunca había querido lanzar un álbum como éste. Era sólo una compilación con algunos demos inéditos. Los álbumes de dance habían siempre fracasado, pensé, porque no funcionaron en todo el disco. En su mayoría eran colecciones de sencillos que era exactamente lo que no quería hacer. En ese momento, el primer álbum de The Prodigy (Experience) me impresionó porque habían logrado crear una experiencia auditiva completa que abarcaba varios estilos. Este era el tipo de visión que tenía para mi álbum debut. Pero Instinct insistió en lanzar Moby. Lo que me molestó mucho.

En 2016, sin embargo, Moby suavizó su postura respecto a su disco debut homónimo y a su compañía Instict quienes posteriormente habían lanzado su disco Ambient, afirmando que a él "realmente le gustaba[n] las canciones casi como si fueran cápsulas de tiempo".

## Lista de canciones
Todas las canciones escritas y compuestas por Moby. 
| Lanzamiento en EE. UU. |                          |          |  |
| N.º                    | Título                   | Duración |  |
| 1.                     | «Drop a Beat»            | 4:20     |  |
| 2.                     | «Everything»             | 4:52     |  |
| 3.                     | «Yeah»                   | 5:49     |  |
| 4.                     | «Electricity»            | 3:29     |  |
| 5.                     | «Next is the E»          | 4:42     |  |
| 6.                     | «Mercy»                  | 5:44     |  |
| 7.                     | «Go»                     | 3:37     |  |
| 8.                     | «Help Me to Believe»     | 6:33     |  |
| 9.                     | «Have You Seen My Baby?» | 4:09     |  |
| 10.                    | «Ah Ah»                  | 3:46     |  |
| 11.                    | «Slight Return»          | 4:30     |  |
| 12.                    | «Stream»                 | 3:09     |  |
| 54:40                  |                          |          |  |

| Edición para Alemania |                          |          |  |
| N.º                   | Título                   | Duración |  |
| 1.                    | «Everything»             | 4:52     |  |
| 2.                    | «Yeah»                   | 5:49     |  |
| 3.                    | «Electricity»            | 3:29     |  |
| 4.                    | «Next Is the E»          | 4:42     |  |
| 5.                    | «Mercy»                  | 5:44     |  |
| 6.                    | «Go»                     | 3:37     |  |
| 7.                    | «Help Me to Believe»     | 6:33     |  |
| 8.                    | «Have You Seen My Baby?» | 4:09     |  |
| 9.                    | «Ah Ah»                  | 3:46     |  |
| 10.                   | «Slight Return»          | 4:30     |  |
| 11.                   | «Stream»                 | 3:09     |  |
| 12.                   | «Thousand»               | 4:24     |  |
| 54:44                 |                          |          |  |

| The Story So Far (Edición en Reino Unido) |                                        |          |  |
| N.º                                       | Título                                 | Duración |  |
| 1.                                        | «Ah Ah»                                | 3:46     |  |
| 2.                                        | «I Feel It» (Next Is the E Remix)      | 5:57     |  |
| 3.                                        | «Everything»                           | 4:52     |  |
| 4.                                        | «Mercy»                                | 5:44     |  |
| 5.                                        | «Help Me to Believe»                   | 6:32     |  |
| 6.                                        | «Go» (Woodtick Mix)                    | 6:32     |  |
| 7.                                        | «Yeah»                                 | 5:48     |  |
| 8.                                        | «Drop a Beat» (The New Version)        | 2:40     |  |
| 9.                                        | «Thousand»                             | 4:24     |  |
| 10.                                       | «Slight Return»                        | 4:29     |  |
| 11.                                       | «Go» (Subliminal Mix Unedited Version) | 4:28     |  |
| 12.                                       | «Stream»                               | 3:08     |  |
| 58:20                                     |                                        |          |  |

## Créditos
Créditos obtenidos de las notas en el álbum Moby
- Moby – producción, composición

Ilustraciones y diseño
- Dave Brubaker – ilustración, diseño
- Electric Muse Graphics – ilustración, diseño
- Jill Greenberg – fotografía